# Acridotheres melanopterus
Acridotheres melanopterus é uma espécie de ave da família Sturnidae.
É endémica da Indonésia.
Os seus habitats naturais são: florestas secas tropicais ou subtropicais, matagal árido tropical ou subtropical, matagal húmido tropical ou subtropical e pastagens.